# Canon PowerShot SX50 HS
SX40 HS SX60 HS
Le Canon PowerShot SX50 HS est un appareil photo bridge de 12,1 mégapixels fabriqué par Canon. Il possède un zoom optique intégré très puissant 50x de longueur focale équivalente 24-1200 mm. Succédant au SX40 HS,,, il a été annoncé en octobre 2012. Il a été remplacé par le SX60 HS en septembre 2014.

## Comparaison aux modèles précédents et suivants
| Modèle            | PowerShot SX40 HS | PowerShot SX50 HS  | PowerShot SX60 HS  | PowerShot SX70 HS  |
| ----------------- | ----------------- | ------------------ | ------------------ | ------------------ |
| Pixels            | 12.1 MP           | 12.1 MP            | 16.1 MP            | 20 MP              |
| Plage focale      | (35x) 24 - 840 mm | (50x) 24 - 1200 mm | (65x) 21 - 1365 mm | (65x) 21 - 1365 mm |
| Plage d'ouverture | f/2.7 - f/5.8     | f/3.4 - f/6.5      | f/3.4 - f/6.5      | f/3.4 - f/6.5      |
| Plage ISO         | 100 - 3200        | 80 - 6400          | 100 - 6400         | 100 - 3200         |
| Taille LCD (")    | 2.7               | 2.8                | 3.0                | 3.0                |
| Poids             | 557 g             | 551 g              | 649 g              | 608 g              |
| Connectivité      |                   |                    | WiFi intégré       | WiFi intégré       |

## Exemples de photos

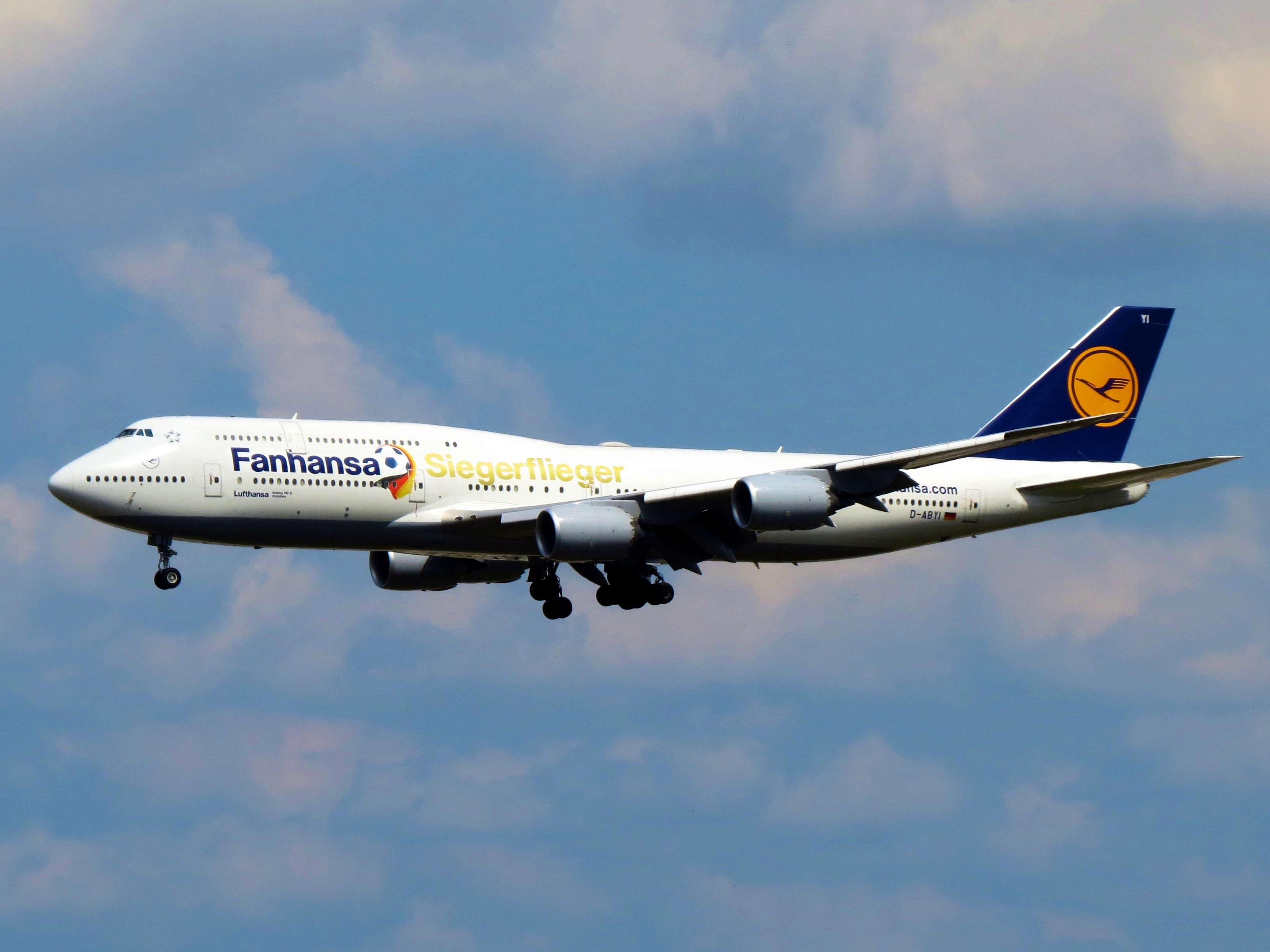
Boeing 747-830
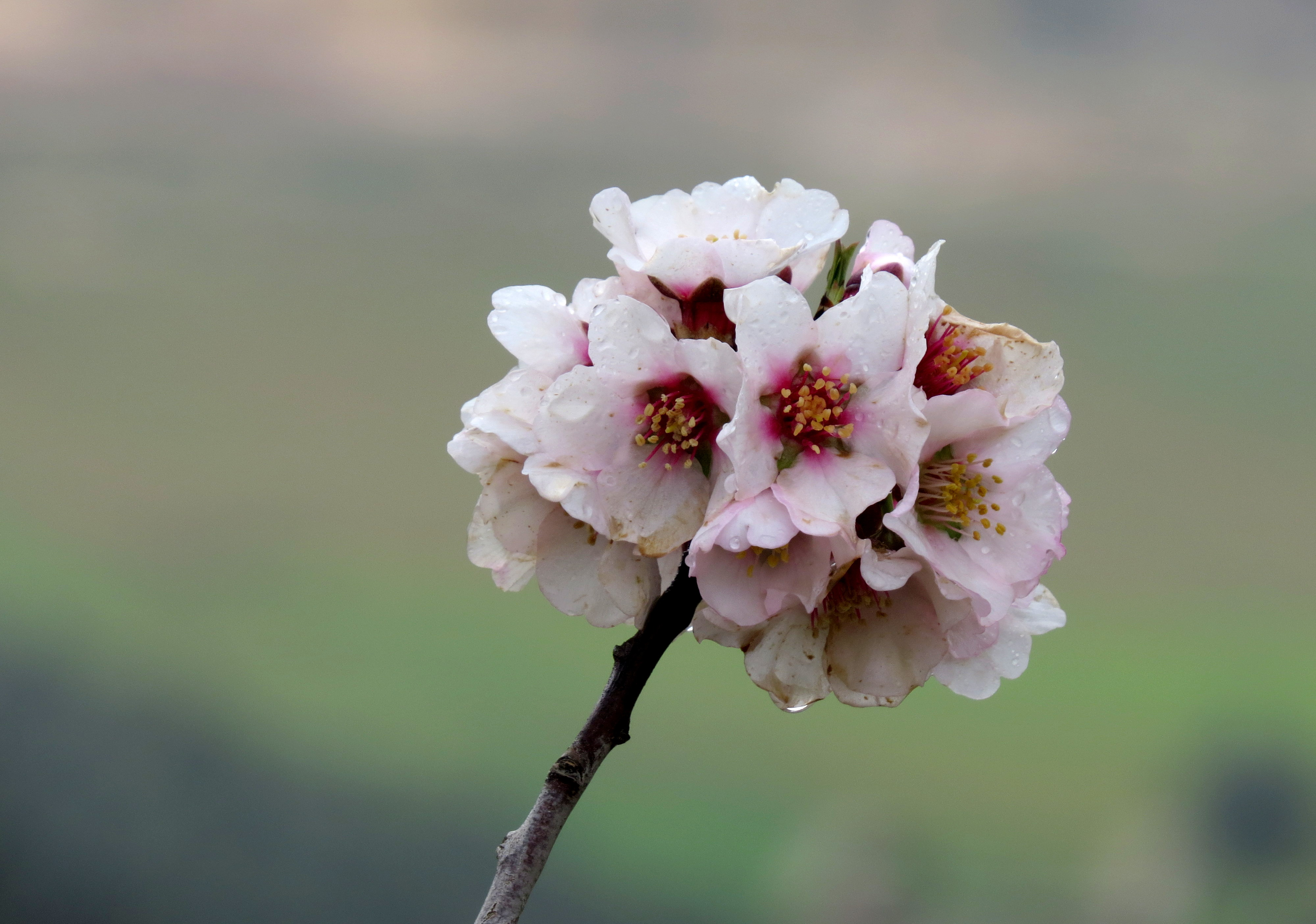
Fleurs d'amandier
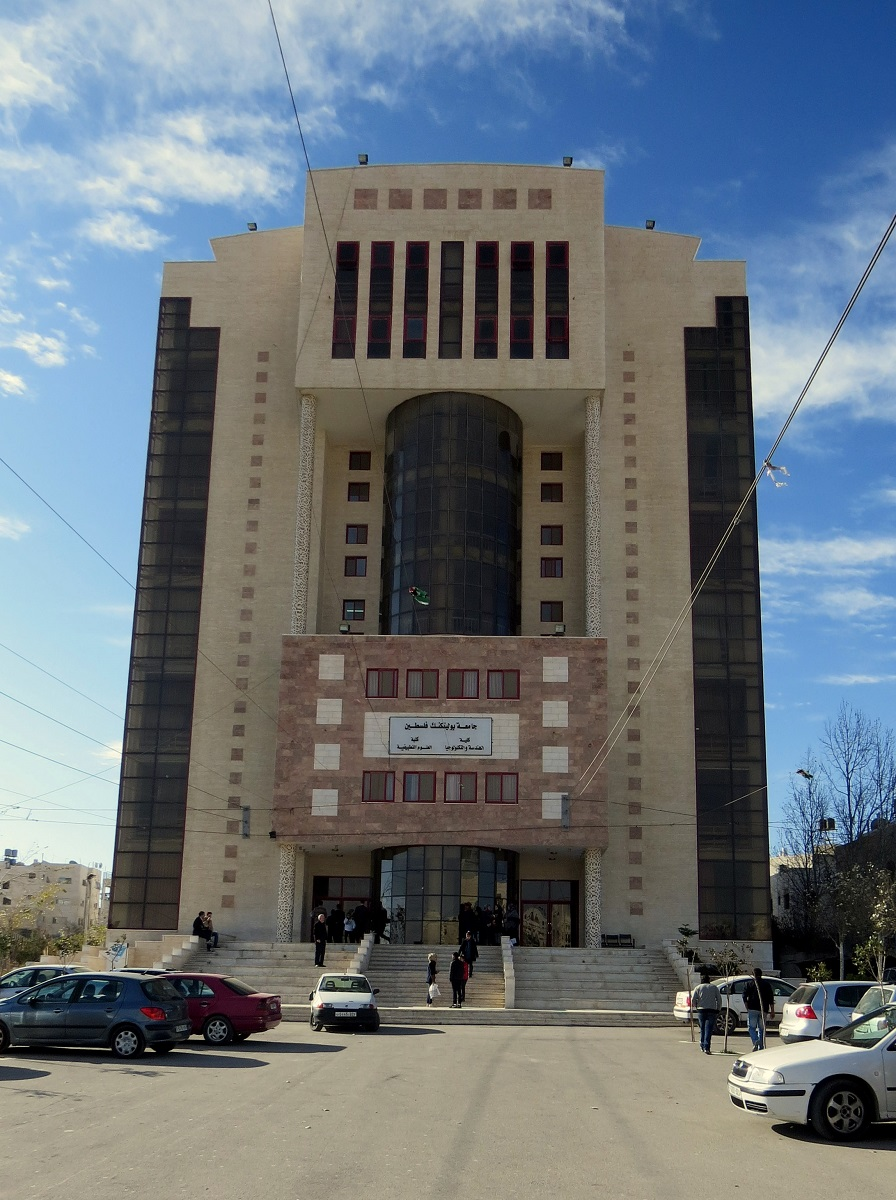
Palestine Polytechnic University
- Petite chouette